# Fêtes et jours fériés en Biélorussie

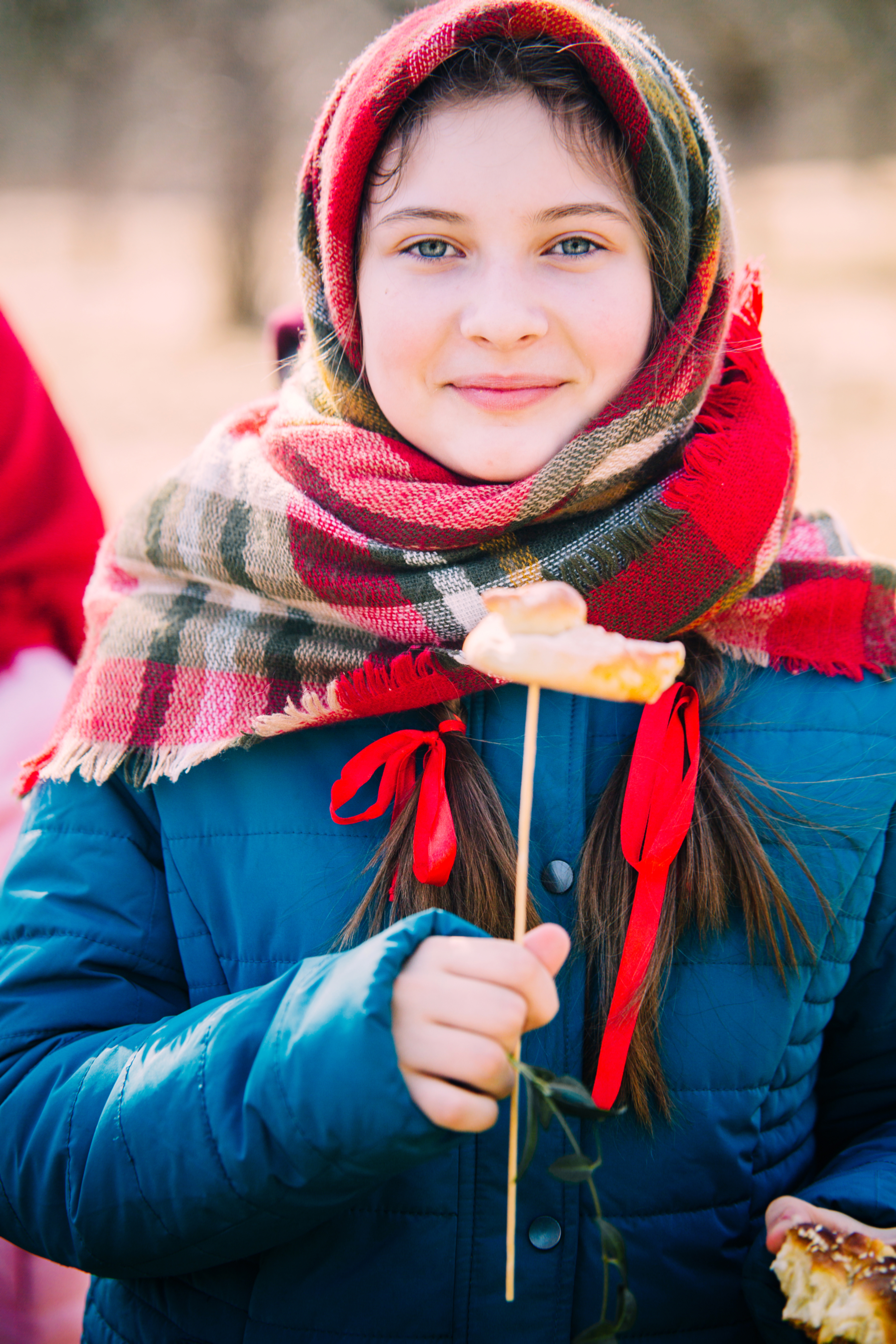
Portrait d'une femme biélorusse

Les fêtes nationales en Biélorussie sont classées en jours fériés et autres jours commémoratifs, y compris les fêtes religieuses. Neuf d'entre eux sont des jours chômés.

## Jours fériés officiels
| Date        | Nom                                     | Nom local                                                          | Remarques |
| ----------- | --------------------------------------- | ------------------------------------------------------------------ | --- |
| 1-2 janvier | Jour de l'an                            | Новы год (Novy Hod)                                                | |
| 7 janvier   | Noël orthodoxe                          | Каляды праваслаўныя (Kaliady pravaslawnyia)                        | |
| 8 mars      | Journée internationale des femmes       | Мiжнародны жаночы дзень (Mijnarodny janotchy dzien)                | |
| date mobile | Radonitsa                               | Радунiца (Radounitsa)                                              | 9 jours après Pâques orthodoxe                                                                                     |
| 1er mai     | Journée internationale des travailleurs | Дзень працы (Dzien Pratsy)                                         | |
| 9 mai       | Jour de la Victoire                     | Дзень Перамогi (Dzien Pieramohi)                                   | Marque la victoire contre l'Allemagne pendant la Seconde Guerre mondiale                                           |
| 3 juillet   | Fête de l'indépendance                  | Дзень Незалежнасцi (Dzien Niezalejnastsi)                          | Adoptée en 1996, en commémoration de la libération de Minsk par l'Armée rouge en 1944 lors de l'offensive de Minsk |
| 7 novembre  | Jour de la Révolution d'octobre         | Дзень Кастрычніцкай рэвалюцыі (Dzien Kastrytchnickaï revalioutsyi) | |
| 25 décembre | Noël catholique                         | Каляды каталiцкiя (Kaliady katalitskia)                            | |

## Autres fêtes et jours de commémoration
| Date                     | Nom                                                              | Nom local | Remarques |
| ------------------------ | ---------------------------------------------------------------- | --- | --- |
| 23 février               | Journée du défenseur de la patrie et des forces armées           | Дзень абаронцы Айчыны і Дзень Узброеных Сіл (Dzien abarontsy Aïtchyny i Dzien Ouzbroïenykh Sil)                         | |
| 4 mars                   | Journée de la police du Bélarus                                  | Дзень міліцыі Беларусі (Dzien militsyi Bielaroussi)                                                                     | |
| 15 mars                  | Jour de la constitution                                          | Дзень Канстытуцыi (Dzien Kanstytoutsyi)                                                                                 | Adopté en 1994 |
| 2 avril                  | Jour de l'union des peuples de la Biélorussie et la Russie       | Дзень яднання народаў Беларусі i Расii (Dzien iadnannia narodaw Bielaroussi i Rassii)                                   | |
| date mobile              | Pâques catholique                                                | Вялiкдзень каталiцкi (Vialikdzien katalitski)                                                                           | |
| date mobile              | Pâques orthodoxe                                                 | Вялiкдзень праваслаўны (Vialikdzien pravaslawny)                                                                        | |
| 26 avril                 | Journée commémorative de la tragédie de Tchernobyl               | Dzien Tcharnobylskaï trahiedyi                                                                                          | |
| Deuxième dimanche de mai | Jour du drapeau d'État et de l'emblème d'État                    | Дзень Дзяржаўнага Сцяга i Дзяржаўнага Герба (Dzien Dziarjawnaha Stsiaha i Dziarjawnaha Hierba)                          | |
| 22 juin                  | Journée du souvenir des victimes de la Grande Guerre patriotique | Дзень усенароднай памяці ахвяр Вялікай Айчыннай вайны (Dzien oussienarodnaï pamiatsi akhviar Vialikaï Aïtchynnaï vaïny) | En souvenir solennel de toutes les victimes de la Seconde Guerre mondiale, et en commémoration du dernier combat héroïque de la forteresse de Brest en 1941, où le front de l'Est a commencé. |
| 6/7 juillet              | Kupala                                                           | Купалле (Koupallé) | |
| 2 novembre               | Dziady (en)                                                      | Дзяды (Dziady) | |

## Fêtes et traditions en Biélorussie

### Maslenitsa

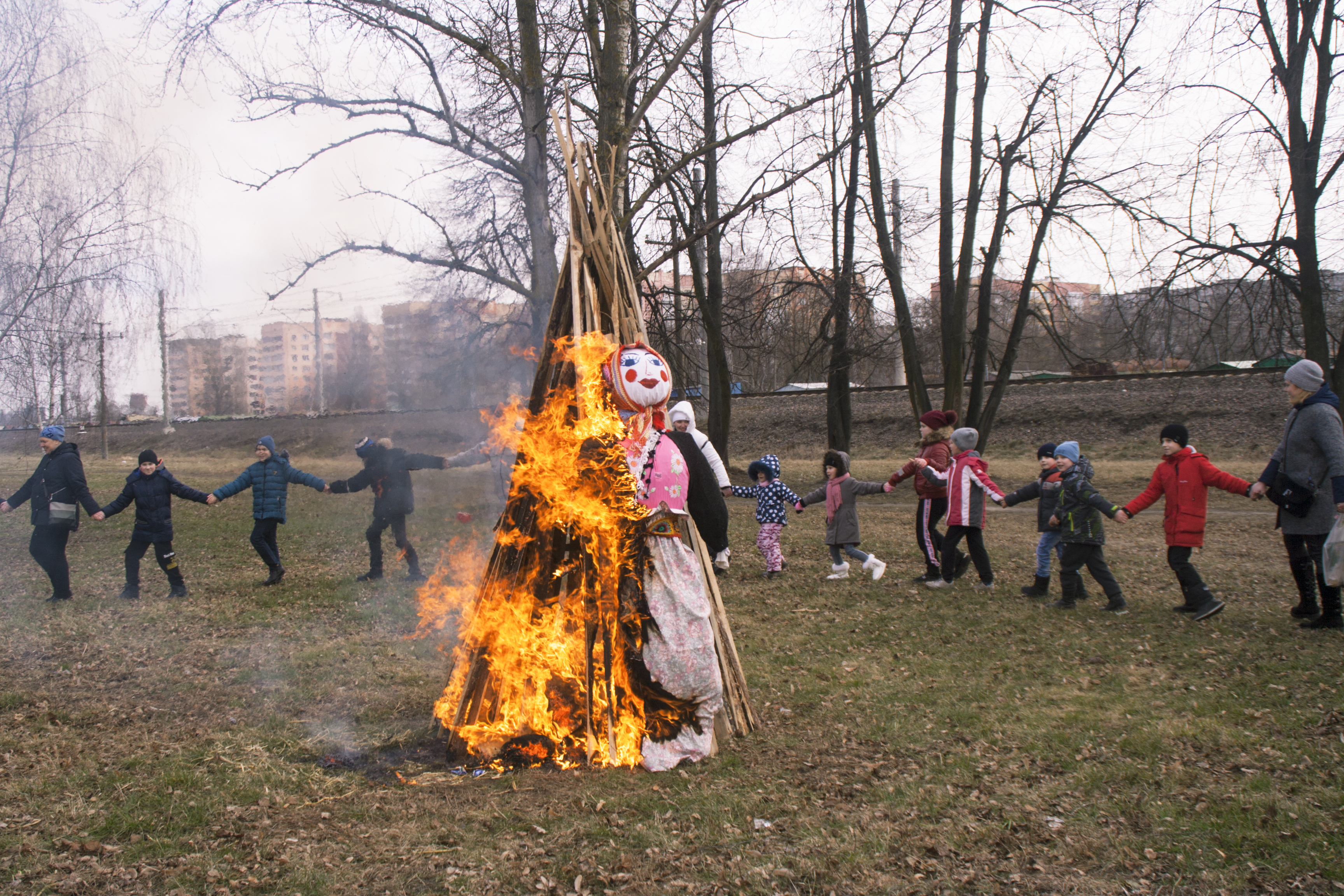
Célébration de Maslenita en Biélorussie

Maslenitsa ou semaine des crêpes, est une fête folklorique slave qui date de l'ère païenne. Elle est célébrée la semaine précédant le Grand Carême orthodoxe (sept semaines avant Pâques). La "mascotte" de Maslenitsa est généralement une effigie habillée de couleurs vives (rouge, orange, jaune…) qui s'appelle Dame Maslenitsa. La fête qui se tient sur plusieurs jours s'achève le dimanche soir où Dame Maslenitsa est mise sur un feu de joie. Ses cendres sont enterrées dans la neige (pour fertiliser la terre), chacun se demande pardon, et le Grand Carême commence.

### Jour de la Victoire
Le 9 mai est une fête nationale (День Победы, littéralement « le Jour de la Victoire »), en célébration de la fin de la Grande Guerre patriotique. Le Jour de la Victoire est un jour férié instauré en 1965 en Union soviétique et est actuellement férié en Russie, Biélorussie, Arménie, Kazakhstan, Ouzbékistan, Kirghizistan, Géorgie, Monténégro, Moldavie et Ukraine.

### Kupala

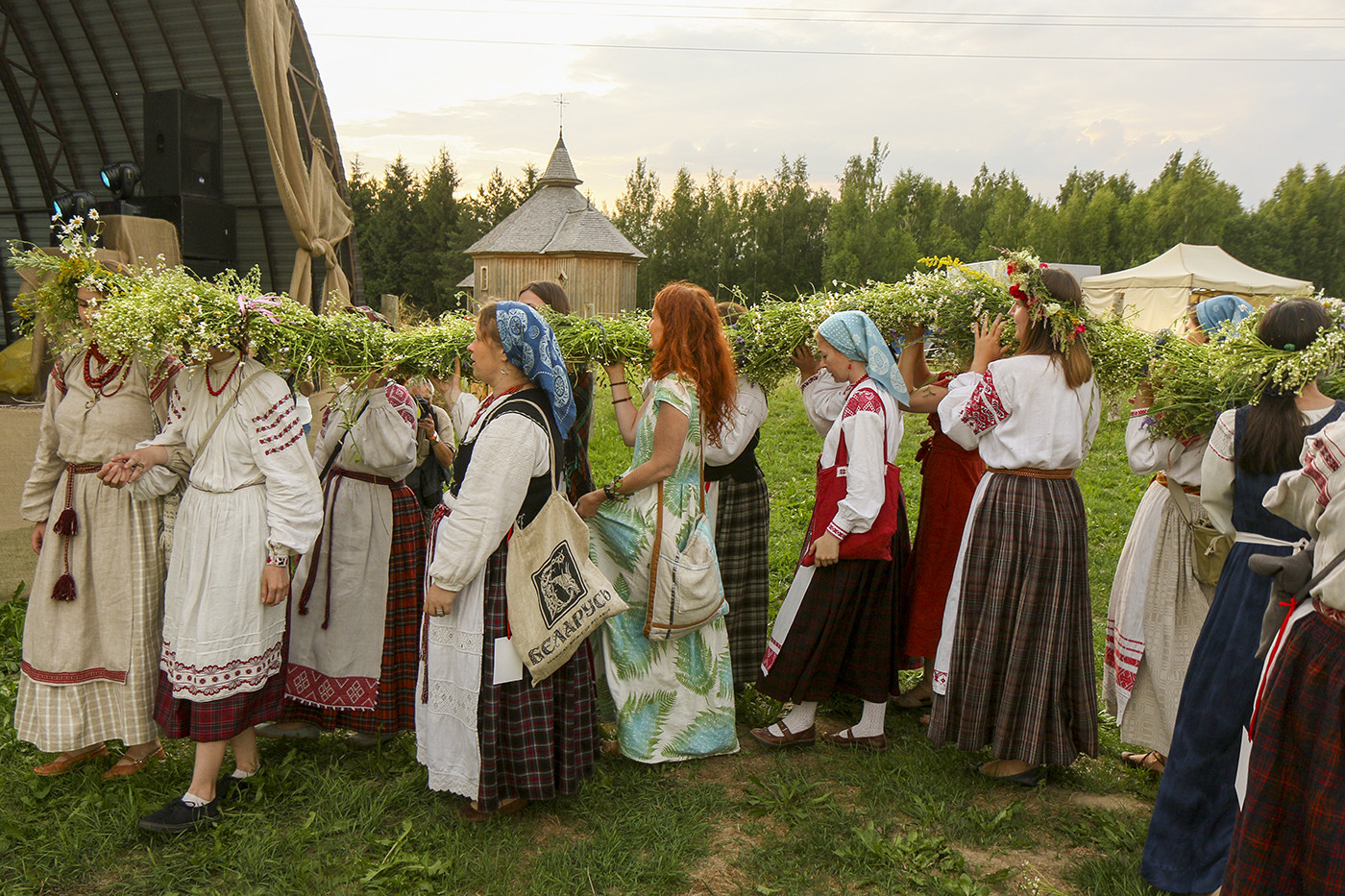
Kupala célébré en Biélorussie en 2019.

Kupala (Купалле) est une ancienne fête agricole folklorique associée au solstice d'été, à la floraison de la nature et à la chaleur estivale. Célébré dans la nuit du 24 juin. Dans le calendrier julien, il y avait un décalage du 6 au 7 juillet selon le calendrier grégorien et maintenant Kupala est souvent célébré ce jour-là.

### Dziady
Dziady ou Journée des aïeuls est dans le folklore slave une série de rites dédiés aux esprits des ancêtres. Dans certaines régions de l'est de la Pologne, de la Biélorussie, de l'Ukraine et d'une partie de la Russie, ce jour est l'occasion d'apporter sur les tombes des morts un repas symbolique dans des pots en argile. 
En Biélorussie , le dziady a commencé à gagner en importance à la fin des années 1980 et était particulièrement important pour les catholiques biélorusses, pour qui cette journée est devenue un symbole de la mémoire des victimes du régime communiste. Le 30 octobre 1988, le premier rassemblement de masse a été organisé, par des militants, pour commémorer les victimes du 20e siècle en Biélorussie. Les autorités de l'époque, qui n'aimaient pas cela, dispersèrent l'assemblée. Le dziady a cessé d'être un jour férié en 1996, lorsque le jour a commencé à être associé à l'opposition démocratique. De nos jours, des centaines de milliers de Bélarussiens prennent congé sur demande pour honorer leurs ancêtres les 1er et 2 novembre.

### Koliada

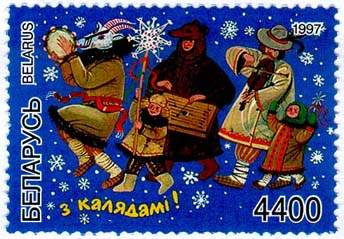
Représentation de la fête sur un timbre biélorusse de 1997.

Koliada (Пе́ршая Каля́да) est une fête d'hiver populaire d'origine préchrétienne, associée au premier jour après le solstice d'hiver, à partir duquel les jours se rallongent. Dans le cercle annuel des rites et des célébrations agricoles folkloriques a pris la première place. En Biélorussie, le rituel chrétien de la célébration de Noël est étroitement lié à la tradition des fêtes folkloriques.